# 適職診断
適職診断（てきしょくしんだん）とは、主に職業紹介機関が求職者に対して行う検査。
本項は特記しない場合、日本の適職診断について記述する。

## 概説
ハローワークや職業紹介機関で実施されることが多い。作成者はさまざまで、厚生労働省で作成されているものもあれば、人材紹介会社が独自で作成しているものもある。求職者に向いているとされる職業が検査結果で確認できることで、求職者にとって向いている職業の目安になるとされる。

## 適職診断の役割
- 日本においては、雇用において求職者が自分の適性を見つめなおすため[5]に適職診断を受けることが多い。[要出典]
- 結果は、企業の選考やハローワーク、人材紹介会社の紹介などに使用されることがなく、あくまで自己分析の一環[6]として行われる。[要出典]

## 適職診断の妥当性
- テストの精度については項目を開示している場合[7]もあるが、最近増えてきているネットでの診断は生年月日などを入力させるだけで結果を出す場合[8]もあり、妥当性の判断については使用者にゆだねられている現状がある。[要出典]